# Gaunilo
Gaunilo iz Marmoutiera, francoski teolog, filozof in benediktinski menih, * 994, † 1083.  
Gaunilo ali Gaunillon (11. stoletje) je bil benediktinski menih samostana Marmoutier v Toursu v Franciji. Drugi podatki o njegovem življenju niso znani. V filozofiji je znan kot kritik ontološkega dokaza o obstoju Boga v obliki, ki jo je podal Anzelm Canterburyjski.

## Delo
Gaunilo je najbolj znan po svoji sodobni kritiki ontološkega argumenta o obstoju Boga. V svojem delu V prid neumnežu trdi, da Anselmov ontološki argument ne drži, ker bi taista logika človeka prisilila, da zaključi, da obstaja veliko stvari, ki dejansko zagotovo ne obstajajo. Empirist Gaunilo je mislil, da lahko človek razume le informacije, ki jih zagotavljajo čuti.

### Filozofija "Izgubljenega otoka”
Sv Anzelm je trdil, da je njegov ontološki argument dokaz o obstoju Boga, ki ga je opisal kot tisto bitje, od katerega nobeno ni večje. Bog, ki ne obstaja, ne more biti tisti, od katerega ni nobeno večje, saj bi ga obstoj sam povečal. Tako po mnenju Anzelma koncept Boga nujno vključuje njegov obstoj. 
Gaunilo je kritiziral Anzelmov argument tako, da je uporabil iste razloge za "dokaz" obstoja mitičnega "Izgubljenega otoka", največjega ali najbolj dovršenega otoka, kar je mogoče: če otok, o katerem razmišljamo, ne obstaja, ne more biti največji možni otok, saj bi kot največji možni otok moral obstajati, ker bi bil kateri koli obstoječi otok večji od imaginarnega. To je samo neposredna uporaba Anzelmove predpostavke, da je obstoj popolnost. Ker si lahko zamislimo ta največji ali najbolj popoln otok, mora po Anzelmovem načinu razmišljanja tudi obstajati. Medtem ko je ta argument absurden, Gaunilo trdi, da ni nič bolj absurden od Anzelmovega. 
Filozofi pogosto poskušajo dokazati napačnost ontološkega argumenta s primerjavo Anzelma z Gaunilom:
Anzelmova utemeljitev:

1. Bog je to bitje, od katerega si ni mogoče zamisliti nobenega večjega.

2. Obstajati v realnosti je večje kot zgolj obstajati kot ideja. 

3. Če Bog ne obstaja, si lahko zamišljamo še večje bitje, to je tisto, ki obstaja.

4. Zato mora Bog v resnici obstajati.

Gaunilova parodija poteka po istih linijah:

1. Izgubljeni otok je otok, od katerega si ni mogoče zamisliti večjega. 

2. Obstajati v realnosti je večje kot zgolj obstajati kot ideja. 

3. Če izgubljeni otok ne obstaja, si lahko zamišljamo še večji otok, to je tisti, ki obstaja.

4. Zato Izgubljeni otok v resnici obstaja. 

Gaunilo trdi, da Izgubljeni otok ne obstaja, zato je nekaj narobe z logiko, ki dokazuje, da obstaja. Ker argument v enem primeru dokazuje za resnično tisto, kar je očitno napačno (Izgubljeni otok), se je razumljivo vprašati, ali se ga lahko upravičeno šteje kot legitimnega pri drugemu primeru. Z dejstvom, da popolnega otoka ni, Gaunilo dokazuje, da je Anzelmov argument za božji obstoj napačen. Takšni ugovori se imenujejo preobremenitveni ugovori: ne pokažejo kje, kako in zakaj je argument napačen, samo trdijo, da če ne drži za en primer, potem ne drži tudi za nobenega.

### Kritike
Gaunilov ugovor na ontološki argument je bil kritiziran na več stopnjah. Anzelmov odgovor je bil, da je zgrešil bistvo: obstoj kakršnega koli drugega bitja izhaja iz božjega, samo po sebi je nepotrebno in nepregledno za njegov ontološki argument, ki se lahko uporablja le za največje bitje vseh bitij. Če si poskusimo zamisliti popoln otok, je ta otok še večji, če ustvarja druga bitja, a potem ne bi bil več otok kot ga razumemo mi. Podobno je odgovoril Alvin Plantinga; trdil je, da se koncepta "tistega, od katerega se ne more zamisliti ničesar več", ne uporablja za otok ali katerikoli drug predmet, temveč samo za Boga. Vrhovno bitje je tako obstojno kot tudi največje zamišljeno in največje možno bitje. Samo Bog, kot ga definira Anzelm, izpolnjuje vsa ta merila in ga je zato mogoče označiti kot vrhovnega.
Druga kritika Gaunilovega argumenta opozarja, da je Bog pri Anzelmu tista stvar, od katere ni mogoče zasnovati ničesar večjega, pri Gaunilu pa otok, od katerega ni mogoče zasnovati nobenega večjega. Čeprav ga noben otok ne more preseči v veličini, je popolnoma razumno domnevati, da ga nekateri ne-otoki lahko. 

### Paralele
David in Marjorie Haight sta na podoben način kot Gaunilo skušala ovreči Anzelov argument, vendar sta, medtem ko je Gaunilo spremenil ciljno ime Anzelmovega dokaza, "Bog", na nadomestno imensko osebo, za katero je menil, da je bila bolj očitno absurdna, "Izgubljeni otok", Haightsa zamenjala pridevnik v Anzelmovi obrazložitvi. Haightsa poudarjata, da se lahko z zamenjavo besede "večje" z besedo "slabše" logika za opredelitev božjega obstoja obrne. Izjava sledi zaključku, da mora biti najslabša stvar obstoječa, ker je slabše, če ta slaba stvar obstaja kot če ne obstaja, zato mora obstajati v svoji absolutni slabosti, torej mora potemtakem obstajati tudi hudič.
Argumenti Gaunila in Haightsov so poudarili, da lahko obstajajo tudi drugi samostalniki in drugi pridevniki, za katere bi bilo mogoče (kadar so zasnovani kot Anzelmov dokaz (v skrajnosti, ki zahteva obstoj)), zahtevati tudi njihov obstoj. Npr., z mrazom ali toploto: gotovo je absolutno hladno (ali vroče) bitje, ki obstaja v resnici, bolj absolutno hladno (ali vroče) kot tisto, ki obstaja samo v domišljiji. Zato mora dejansko obstajati v resnici. 

### Preostanek Gaunilovega besedila
Gaunilova razprava je razdeljena na osem poglavij. Prvih sedem poglavij je kritika Anzelmovega argumenta z vidika racionalnega ne-vernika. Zadnje poglavje (8) je preprosto hvala za preostala poglavja Anzelmovega Proslogiona. Celoten naslov Gaunilove razprave je Odgovarjajoč v imenu neumneža. To pomeni, da Gaunilo ne piše kot kristjan, ki verjame, temveč se pretvarja, da je racionalen ne-vernik. Študijska razprava se je osredotočila na 6. poglavje (Izgubljeni otok). Zelo malo znanstvenikov se ukvarja s preostalimi deli Gaunilovega besedila. 
O Gaunilu je poleg besedila V prid neumnežu znanega malo; nobeno drugo delo ni podpisano z njegovim imenom, prav tako pa nobeno ni v celoti prevedeno v slovenščino, obstajajo le članki, ki temeljijo na njih.